# Христос в пустыне (картина Крамского)
«Христо́с в пусты́не» — картина русского художника Ивана Крамского (1837—1887), оконченная в 1872 году. Хранится в Государственной Третьяковской галерее в Москве (инв. 651). Размер картины — 180 × 210 см.
Крамской начал работать над темой искушения Христа в пустыне в 1860-е годы. В 1867 году им был написан первый вариант картины, который не удовлетворил художника, так как на вертикальном холсте не оставалось места для изображения пустыни.
Работу над окончательным вариантом картины Крамской начал в 1871 году, а завершена она была осенью 1872 года. В декабре 1872 года картина была представлена на 2-й выставке Товарищества передвижных художественных выставок («передвижников»), открывшейся в Санкт-Петербурге. Перед началом выставки полотно было приобретено у автора коллекционером Павлом Третьяковым.
«Христос в пустыне» считается «этапным произведением Крамского и значительным явлением всей русской живописи». Художник рассматривает религиозный сюжет с гуманистической, морально-философской точки зрения и предлагает психологически-жизненную интерпретацию размышлений и переживаний Христа. Таким образом, картину можно рассматривать не только как живописное произведение, но и как «созданный в красках философский трактат».

## Сюжет и описание
Сюжет картины связан с описанным в Новом Завете сорокадневным постом Иисуса Христа в пустыне, куда он удалился после своего крещения, и с искушением Христа дьяволом, которое произошло во время этого поста. По признанию художника, он хотел запечатлеть драматическую ситуацию нравственного выбора, неизбежную в жизни каждого человека.
- Евангелие от Матфея — Мф. 4:1-11
- Евангелие от Луки — Лк. 4:1-13
- Евангелие от Марка — Мк. 1:12-13

На картине изображён Христос, сидящий на сером камне, расположенном на возвышенности в такой же серой каменистой пустыне. Крамской использует холодные цвета, чтобы изобразить раннее утро — заря только зачинается. Линия горизонта проходит довольно низко, разделяя картину примерно пополам. В нижней части находится холодная каменистая пустыня, а в верхней части — предрассветное небо, символ света, надежды и будущего преображения. В результате фигура Христа, одетого в красный хитон и тёмно-синий плащ-гиматий, господствует над пространством картины, однако пребывает в гармонии с окружающим суровым ландшафтом. В одинокой фигуре, изображённой среди холодных камней, чувствуется не только горестная задумчивость и усталость, но и «готовность сделать первый шаг на каменистом пути, ведущем к Голгофе».
Сдержанность в изображении одежды позволяет художнику придать основное значение лицу и рукам Христа, которые создают психологическую убедительность и человечность образа. Крепко сжатые кисти рук находятся практически в самом геометрическом центре холста. Вместе с лицом Христа они представляют собой смысловой и эмоциональный центр композиции, притягивающий к себе внимание зрителя. Сцепленные руки, находящиеся на уровне линии горизонта, «в судорожно-волевом напряжении словно пытаются связать, подобно замковому камню, весь мир — небо и землю — воедино». Босые ноги Христа изранены от долгого хождения по острым камням.
Картина статична, в ней нет действия, но показаны работа мысли Христа и сила его духа, сохранённая вопреки всем страданиям, которые ему пришлось и ещё придётся пережить. Сам Крамской так рассказывал о своём замысле: «Я хотел нарисовать глубоко думающего человека, но не о потере состояния или какой-нибудь жизненной неудаче, а… не могу определить, но вы понимаете, что я хочу сказать». Христос у Крамского показан высоконравственным, но всё же вполне земным человеком — с ортодоксально-церковной точки зрения такой подход мог быть воспринят как святотатство. Крамской писал: «Я вижу ясно, что есть один момент в жизни каждого человека, мало-мальски созданного по образу и подобию Божию, когда на него находит раздумье — пойти ли направо или налево, взять ли за Господа Бога рубль или не уступать ни шагу злу». Художник вспоминал, что на вопросы, которые задавали ему зрители: «Это не Христос, почему вы знаете, что он был такой?», — он «позволял себе дерзко отвечать, что ведь и настоящего, живого Христа не узнали».
Пейзажный фон картины нельзя назвать нейтральным, так как пространство пустыни играет значительную роль в смысловой структуре полотна — «это активное пластическое пространство, целенаправленно лишённое многословия». Для его построения художник использовал приглушённую цветовую гамму, составленную из серых, серебристых и лиловых цветов. Такая комбинация создаёт впечатление «вибрирующей, мерцающей формы в лучах розовеющего неба». Хотя отдельные детали пейзажа выглядят довольно натуралистично, в целом он создаёт ирреальное впечатление. В результате пустыня воспринимается в виде «леденящего пространства, где нет и не может быть никакой жизни».
Как и в других картинах, отличительной чертой техники Крамского была тонкая законченность — до такой степени, что некоторые даже считали её чрезмерной или излишней. Рама для картины была изготовлена в Санкт-Петербурге по специальному заказу художника — она также содержит часть смысловой нагрузки и дополняет образное содержание полотна: «Углы её перехвачены и скреплены верёвкой, образующей крестообразные петли. Это по-своему ассоциируется с идеей обречённости».

## История

### В поисках «своего» Христа
Тема искушения Христа заинтересовала Крамского ещё в начале 1860-х годов, когда он учился в Академии художеств и увлекался творчеством Александра Иванова. Помимо знаменитой картины Иванова «Явление Христа народу», большое впечатление на Крамского также произвела экспонировавшаяся осенью 1863 года картина Николая Ге «Тайная вечеря». В конце зимы 1863—1864 года в квартире Крамского на Васильевском острове побывал девятнадцатилетний Илья Репин — он видел в мастерской художника голову Христа, вылепленную из глины, а также похожую голову, написанную на холсте. Крамской рассказывал Репину о глубокой драме жизни Христа, об его искушении в пустыне и о том, что подобное искушение часто бывает у обычных людей; при этом Репин был поражён тем, что Крамской «говорил о нём [Христе] как о близком человеке». Один из этюдов того периода, «Голова Христа» (1863, холст, масло, 55,5 × 41,5 см), в настоящее время хранится в Музее изобразительных искусств Республики Карелия в Петрозаводске.
В 1867 году Крамским был написан первый вариант картины, изображающей Христа. Известно, что для этой картины ему позировал конкретный человек — крестьянин Строганов из слободы Выползово Переславского уезда Владимирской губернии. Однако этот вариант не удовлетворил художника, поскольку Крамской посчитал ошибочным решение использовать вытянутый по вертикали формат холста, который практически весь был занят сидящей фигурой Христа, в результате чего не оставалось места для изображения каменистой пустыни. Первый вариант картины экспонировался на посмертной выставке Крамского, проходившей в 1887 году в Санкт-Петербурге; его местонахождение в настоящее время неизвестно.
В конце 1869 года Крамской посетил ряд европейских музеев, сначала в Германии, а затем в Вене, Антверпене и Париже, знакомясь с искусством старых и новых мастеров, но при этом находясь в поисках «своего» Христа. Из творений великих мастеров прошлого ему особенно понравилось полотно Тициана «Динарий кесаря», выставленное в Галерее старых мастеров в Дрездене. Тем не менее во время этой поездки Крамскому так и не удалось найти тот образ Христа, «который мог бы захватить душу современного русского человека».
По свидетельству художника Ильи Репина, в период работы над образом Христа Крамской «штудировал все мало-мальски подходящие лица, которые встречал в натуре, особенно одного молодого охотника-помещика, которого он написал потом с ружьём и в охотничьем костюме» — по всей видимости, Репин имел в виду картину «Охотник на тяге» (1871, другие варианты названия — «На тяге» и «В ожидании зверя»), которая экспонировалась на 1-й Передвижной выставке, открывшейся в Петербурге в конце 1871 года (в настоящее время это полотно хранится в Национальном художественном музее Республики Беларусь). В пользу этой версии говорит и то, что телосложение охотника и тип его головы — с удлинённым овалом лица и открытым лбом — весьма похожи на образ Христа, изображённый художником на картине 1872 года.
|  |  |  |  |  |

### Работа над картиной
По-видимому, Крамской начал писать основной вариант картины «Христос в пустыне» в ноябре 1871 года: об этом свидетельствует его фраза «Начинаю Христа» из письма к художнику Фёдору Васильеву, датированного восьмым ноября. Незадолго до этого он ездил в Крым, где, в частности, побывал в Бахчисарае и Чуфут-Кале, чтобы пережить чувство, испытываемое человеком на пустынных горных возвышенностях. Полагают, что именно там, в Крыму, Крамской написал единственный живописный эскиз картины «Христос в пустыне» (бумага на картоне, масло, 18,5 × 26,2 см, ГТГ, инв. Ж-998). Впрочем, сомнения и неуверенность не оставляли Крамского в течение нескольких месяцев — в письме к Фёдору Васильеву от 15 марта 1872 года он отмечал: «Чудное дело, а страшно за такой сюжет приниматься; не знаю, что будет». Тем не менее художник продолжал работу над картиной — делал карандашные наброски и, кроме этого, написал живописный этюд «Голова Христа» (1872), ныне хранящийся в Латвийском национальном художественном музее в Риге.
Крамской продолжил писать картину летом 1872 года под Лугой, где он поселился вместе с художниками Иваном Шишкиным и Константином Савицким. В своих письмах художники указывали адрес следующим образом: «по Варшавской железной дороге, станция Серебрянка, усадьба госпожи Снарской»; в одном из писем Фёдору Васильеву Крамской обмолвился, что Серебрянка находилась в девяти верстах от усадьбы. Исследования краеведов показали, что усадьба, принадлежавшая Марии Николаевне Снарской (урождённой Вансович), находилась на берегу Ильжинского (ныне Ильжовского) озера, в сельце Среднее Ильжо (ныне в составе деревни Ильжо).
Крамской пробыл под Лугой три месяца, с конца июня до конца сентября 1872 года, продолжая свою работу над картиной «Христос в пустыне». Художник Илья Репин вспоминал, что Савицкий рассказывал ему о том, «что, страдая в то время удушьем, он часто не мог спать по ночам, иногда до рассвета, и бывал невольным свидетелем того, как Крамской, едва забрезжит утро, в одном белье пробирается тихонько в туфлях к своему Христу и, забыв обо всём, работает до самого вечера, просто до упаду иногда». Крамской сообщал Фёдору Васильеву: «До последних чисел сентября просидел я на Серебрянке и приехал в Петербург. „Христа“ не кончил». Но вскоре работа над картиной подошла к концу — 10 октября 1872 года он написал Васильеву: «Да, дорогой мой, кончил или почти кончил „Христа“. И потащат его на всенародный суд, и все слюнявые мартышки будут тыкать пальцем в него и критику свою разводить…» Работе над образом Христа было отдано много сил: по словам Крамского, «вот уже пять лет неотступно он стоял передо мною; я должен был написать его, чтобы отделаться».
Нравственные искания и душевные муки художника лучше всего раскрывают его собственные строки в письме Фёдору Васильеву (октябрь 1872) года:

«На утре, усталый, измученный, исстрадавшийся, сидит один между камнями, печальными, холодными камнями; руки судорожно и крепко, крепко сжаты, пальцы впились, ноги поранены, и голова опущена. Крепко задумался, давно молчит, так давно, что губы как будто запеклись, глаза не замечают предметов, и только время от времени брови шевелятся, повинуясь законам мускульного движения. Ничего он не чувствует, что холодно немножко, не чувствует, что у него все члены уже как будто окоченели от продолжительного и неподвижного сиденья. Нигде и ничего не шевельнётся, только у горизонта чёрные облака плывут от востока да несколько волосков по воздуху стоят горизонтально от ветерка. И он всё думает, всё думает. Страшно станет. Сколько раз плакал я перед этой фигурой! Ну что ж после этого? Разве можно это написать? И Вы спрашиваете себя, и справедливо спрашиваете: могу ли я написать Христа? Нет, дорогой мой, не могу, и не мог написать, а всё-таки писал, и всё писал до той поры, пока не вставил в раму, до тех пор писал, пока его и другие не увидели, — словом, совершил, быть может, профанацию, но не мог не писать. Должен был написать. Уж как хотите, не мог я обойтись без этого. Я могу сказать, что писал его слезами и кровью»

### После создания
Картина была представлена на 2-й выставке Товарищества передвижных художественных выставок («передвижников»), открывшейся в Петербурге в конце декабря 1872 года. Полотно, которое было выставлено в глубине последнего зала, произвело большое впечатление на посетителей выставки. Сам Крамской вспоминал: «Картина моя расколола зрителей на огромное число разноречивых мнений. По правде сказать, нет трёх человек, согласных между собой. Но никто не говорит ничего важного. А ведь „Христос в пустыне“ — это моя первая вещь, над которой я работал серьёзно, писал слезами и кровью… она глубоко выстрадана мною… она — итог многолетних исканий…»
Один из очевидцев, историк и публицист Константин Кавелин, в статье «О задачах искусства» (1878) так описывал впечатления от картины Крамского: «Перед этим лицом, измученным глубокой и скорбной думой, перед этими руками, сжатыми великим страданием, я остановился и долго стоял в немом благоговении; я точно ощущал многие бессонные ночи, проведенные Спасителем во внутренней борьбе…» Но в то время, когда он «в умилении и трепете» восхищался образом Христа, кто-то рядом с ним воскликнул: «Что это за Спаситель! Это какой-то нигилист! Непонятно, как такую картину позволили выставить! Это кощунство, насмешка над святыней!» По словам Кавелина, негативный отклик заставил его поразмышлять о том, как одно и то же произведение может одному зрителю подарить «минуту невыразимого восторга и счастья», а в другом возбудить негодование.
Ещё до начала выставки у Крамского было несколько предложений от желающих приобрести картину — в частности, от Козьмы Солдатёнкова и от Академии художеств. Но первым, кому он назвал свою цену — 6000 рублей, был Павел Третьяков, который тут же приехал в Петербург и купил картину для своей коллекции, которая впоследствии составила основу Третьяковской галереи. В письме к художнику Фёдору Васильеву Крамской писал: «Приехал Третьяков, покупает у меня картину, торгуется и есть с чего! Я его огорошил, можете себе представить: за одну фигуру вдруг с него требуют не более не менее, как шесть тысяч рублей. Как это Вам кажется? А? Есть от чего рехнуться… Вот он и завопил! А все-таки не отходит».
По словам самого́ Третьякова, картина «Христос в пустыне» (или «Спаситель» Крамского, как он её называл) была одной из его любимых картин. По его признанию, «„Спаситель“ Крамского мне очень нравился и теперь также нравится, почему я и спешил приобрести его, но многим он не очень-то нравится, а некоторым и вовсе. <…> По-моему, это самая лучшая картина в нашей школе за последнее время — может быть, ошибаюсь».
В начале 1873 года Совет Академии художеств принял решение присудить Крамскому звание профессора за картину «Христос в пустыне». Узнав об этом, Крамской написал письмо, где он отказывался от этого звания, желая оставаться независимым от Академии. В связи с тем, что картины 2-й Передвижной выставки не были показаны в Москве, некоторые из них были включены в московскую часть 3-й выставки, открывшейся 2 апреля 1874 года. Среди них было и полотно «Христос в пустыне», которое экспонировалось под названием «Спаситель в пустыне». В 1878 году картина была в составе российской экспозиции на Всемирной выставке в Париже, куда были отправлены многие известные полотна из Третьяковской галереи и других собраний. Крамской лично посетил эту выставку, выехав в Париж в октябре 1878 года. За картины «Христос в пустыне», «Портрет писателя Л. Н. Толстого» и другие ему была присуждена золотая медаль выставки (по другим данным, он получил медаль III степени).
Ещё до начала 2-й Передвижной выставки, в письме Фёдору Васильеву от 1 декабря 1872 года, Крамской сообщал о своих будущих планах: «Надо написать ещё „Христа“, непременно надо, то есть не собственно его, а ту толпу, которая хохочет во всё горло, всеми силами своих громадных животных лёгких». Претворяя идею в жизнь, через пять лет после окончания работы над «Христом в пустыне» Крамской начал работу над другим монументальным полотном, продолжающим тему жизни Христа, — «Хохот», также известным под названиями «Радуйся, царю иудейский» или «Христос во дворе Пилата». На нём должно было быть изображено поругание Христа после суда Понтия Пилата и последовавшего за ним бичевания. По замыслу художника, это было гигантское полотно (холст, масло, 373 × 501 см), и он работал над ним пять лет, с 1877 по 1882 год, но так и не закончил. Неоконченное полотно хранится в настоящее время в Государственном Русском музее в Санкт-Петербурге (инв. Ж-5724).
Картины «Христос в пустыне» и «Хохот» рассматриваются как составные части «Евангельского цикла» Крамского. Полагают, что в процессе их создания большое влияние на художника оказало творчество Александра Иванова, и прежде всего его масштабное полотно «Явление Христа народу».

## Отзывы и критика
Критик Владимир Стасов писал в очерке о творчестве Крамского, что в 1872 году художник создал «своего „Христа в пустыне“, превосходную картину, полную сердечности и некоторого элегического настроения: она носила на себе следы глубокого изучения Иванова и горячих симпатий к его новому направлению». Стасову, однако, не нравилось отсутствие действия в картине: по его выражению, Христос сидит и «надумывается», а о чём и зачем, и «на что кому бы то ни было нужно это нерешительное и смутное надумывание, вместо настоящего „дела“, фактов, деяний — этого никто не объяснит».
Писатель Иван Гончаров отмечал, что в картине «художник глубоко уводит вас в свою творческую бездну, где вы постепенно разгадываете, что он сам думал, когда писал это лицо, измученное постом, многотрудной молитвой, выстрадавшее, омывшее слезами и муками грехи мира — но добывшее себе силу на подвиг». Продолжая обсуждение образа Христа, Гончаров писал: «Вся фигура как будто немного уменьшилась против натуральной величины, сжалась — не от голода, жажды и непогоды, а от внутренней, нечеловеческой работы над своей мыслью и волей — в борьбе сил духа и плоти — и, наконец, в добытом и готовом одолении. Здесь нет праздничного, геройского, победительного величия — будущая судьба мира и всего живущего кроется в этом убогом маленьком существе, в нищем виде, под рубищем — в смиренной простоте, неразлучной с истинным величием и силой».
Писатель и критик Всеволод Гаршин высоко оценивал созданный художником образ Христа. В письме Крамскому от 14 февраля 1878 года он писал, что черты лица Христа его «сразу поразили, как выражение громадной нравственной силы, ненависти ко злу, совершенной решимости бороться с ним». Гаршин отмечал, что страдание теперь не касается Христа — «оно так мало, так ничтожно в сравнении с тем, что у него теперь в груди, что и мысль о нём не приходит Иисусу в голову».
Высоко ценил картину Крамского и Лев Толстой — в письме Павлу Третьякову от 14 (или 15) июля 1894 года он отмечал, что Христос Крамского — «это лучший Христос, которого я знаю», а в письме от 16 июля того же года писал: «Ведь если есть какое-нибудь оправдание всем тем огромным трудам людей, которые сосредоточены в виде картин в Вашей галерее, то это оправдание только в таких картинах, как Христос Крамского и картины Ге…» Да и сам Третьяков в письме Льву Толстому от 12 июля 1894 года отмечал: «Более всех для меня понятен „Христос в пустыне“ Крамского. Я считаю эту картину крупным произведением и очень радуюсь, что это сделал русский художник…»
Встречались и отрицательные отзывы — например, художник и критик, лидер объединения «Мир искусства» Александр Бенуа считал образ Христа в исполнении Крамского неудачным, полагая, что «сам Крамской в точности не знал, зачем он взялся за эту тему, каково вообще его душевное отношение к Христу», а писатель Пётр Гнедич отмечал, что «в общем картина холодна и мало согрета внутренним чувством», поскольку, как он считал, рассудочность Крамского помешала ему «непосредственно и искренно отнестись к сюжету».
По утверждению историка древнерусского искусства Георгия Вагнера, «Христос в пустыне» — «центральное полотно во всей Третьяковской галерее». Искусствовед отмечал, что увлёкший Крамского образ Христа — это «никакой не миф», «не религиозная модернизация революционно-демократических идей эпохи разночинного движения, а глубоко внутреннее движение необыкновенно чуткого художника, наделённого даром божественного озарения». Вагнер писал, что «в основе содержания картины „Христос в пустыне“ лежит не надуманная идея выбора пути („куда пойти“), и ещё менее — борьба божественности с дьяволом, а мучительные усилия Христа осознать в себе единство Божественного и Человеческого».
По словам искусствоведа Григория Стернина, «Христос в пустыне» Крамского — это «не столько картина, сколько созданный в красках философский трактат», толкованию которого «посвящено больше страниц, чем характеристике любого другого произведения новой русской живописи», за исключением, быть может, только «Явления Христа народу» Александра Иванова. По мнению Стернина, этот факт достаточно выразительно характеризует «место картины Крамского в загадках русского художественного сознания второй половины XIX века».
Композицию картины подверг критическому анализу советский и российский теоретик искусства Сергей Даниэль. Он писал, что Христос в картине Крамского «воспринимается как живое изваяние среди мёртвых скал; тем самым изображение реализует словесную метафору: „окаменел в раздумье“. Выразителен весь силуэт, и лицо с глубоко запавшими глазницами, и сплетённые кисти рук. И всё же что-то смущает в картине, что-то не даёт видеть её как завершённое целое. Натуралистический эффект освещения, источник которого вынесен за раму? И то, и другое и ещё что-то». Далее Даниэль писал, что основными препятствиями зрительного восприятия являются натурализм и отсутствие структурированного пространства «фигуры и фона», в результате чего мы видим не картину, а фрагмент с изображением «натурщика в случайном кадре пейзажа», написанного по фотографиям, сделанным в Крыму. Впрочем, этот недостаток типичен для большинства картин русских «передвижников» того времени (о чём сам неоднократно писал Крамской). «В таком качестве картина может быть уподоблена художественному фотоснимку или кинопробе, но в любом случае — части какого-то целого, моменту его развёртывания».
Большое значение картины «Христос в пустыне» в истории русской живописи признаётся и зарубежными исследователями.